# Termaerogenite
Il minerale termaerogenite (simbolo IMA: Tag) è un minerale molto raro del supergruppo dello spinello e in particolare degli ossispinelli, nella cui famiglia occupa un posto nel sottogruppo dello spinello; appartiene alla classe minerale degli "ossidi e idrossidi" e possiede la composizione chimica idealizzata CuAl2O4.
La sua località tipo è la fumarola Arsenatnaya del vulcano Tolbačik sulla penisola di Kamčatka in Russia.

## Etimologia e storia
A causa della loro struttura semplice e dell'elevata variabilità chimica, gli spinelli sono un sistema-modello popolare per lo studio delle leggi cristalline o delle proprietà elettriche e magnetiche.
Gli alluminati di nichel possono formarsi durante la fusione del rame per reazioni con materiali refrattari ricchi di alluminio dei forni. Ad esempio, per comprendere (ed evitare) queste reazioni, le proprietà termodinamiche della delafossite CuAlO2 e dello spinello CuAl2O4 sono state studiate a metà del XX secolo. Poiché queste proprietà degli spinelli dipendono anche dalla distribuzione dei cationi nella struttura dello spinello, la distribuzione di Cu2+ e Al3+ negli spinelli sintetici del rame è stata ripetutamente studiata.
Per molto tempo, l'ossispinello ricca di rame non è stato riscontrato in natura. Il primo e finora (2024) unico evento naturale è stato descritto dagli scienziati russi nel 2018. Hanno scoperto ossispinelli ricchi di rame, tra cui Cu2+Al2O4 nei prodotti di sublimazione vulcanica della fumarola Arsenatnaya del vulcano Tolbačik nella penisola di Kamchatka in Russia. Hanno chiamato il nuovo spinello di rame-alluminato termaerogenite a causa delle sue condizioni di formazione. Questo nome (therm-aero-genit) è composto dalle parole greche θερμός per caldo, αέριον per gas e γενής, che si traduce come "nato da".

## Classificazione
L'attuale classificazione dell'Associazione Mineralogica Internazionale (IMA) colloca la termaerogenite nel supergruppo dello spinello, dove si trova insieme a cromite, cocromite, coulsonite, cuprospinello, dellagiustaite, deltalumite, franklinite, gahnite, galaxite, guite, hausmannite, hercynite, hetaerolite, jacobsite, maghemite, magnesiocromite, magnesiocoulsonite, magnesioferrite, magnetite, manganocromite, spinello, titanomaghemite, trevorite, vuorelainenite e zincocromite, con le quali forma il sottogruppo dello spinello all'interno degli ossispinelli. Fanno parte di questo gruppo anche la chihmingite e la chukochenite descritte dopo il 2018, nonché la nicromite, il cui nome non è ancora stato riconosciuto dal CNMNC dell'IMA.
Nell'obsoleta 8ª edizione della sistematica dei minerali secondo Strunz, la termaerogenite non è elencata, come non lo è nella Sistematica dei lapis (Lapis-Systematik) di Stefan Weiß, che è stata rivista e aggiornata l'ultima volta nel 2018.
Nemmeno la 9ª edizione della sistematica minerale di Strunz, utilizzata dall'IMA dal 2001 al 2009, non elenca la termaerogenite, così come è assente nella classificazione dei minerali Dana, utilizzata principalmente nel mondo anglosassone.
La classificazione di Strunz continuata dal database dei minerali "mindat.org", che si basa sulla 9ª edizione della sistematica minerale di Strunz, classifica la termaerogenite nella classe di "ossidi e idrossidi" e lì nella sottoclasse con rapporto "metallo : ossigeno = 3 : 4 e simili. La termaerogenite è stata classificata in base alla sua composizione nella suddivisione "con solo cationi di medie dimensioni" con il numero di sistema 4.BB insieme a elgoresyite, chenmingite, dellagiustaite, chukochenite, garpenbergite, magnéliite e jianmuite.

## Chimica
La termaerogenite pura ha la composizione Cu2+Al2O4 ed è l'analogo del rame dello spinello (Mg2+Al2O4) o l'analogo dell'alluminio del cuprospinello (Cu2+Fe3+2O4). L'esatta composizione dello spinello rame-alluminio della località tipo è
- {\displaystyle {\ce {(Cu^{2+}_{0,619}Zn_{0,422})(Al_{1,523}Fe^{3+}_{0,443}Cr^{3+}_{0,007})O_4}}}

La termaerogenite forma cristalli misti con gahnite, cuprospinello e spinello secondo le reazioni di scambio:
- {\displaystyle {\ce {Cu^{2+}= Zn^{2+}}}} (gahnite)
- {\displaystyle {\ce {Cu^{2+}= Mg^{2+}}}} (spinello)
- {\displaystyle {\ce {Al^{3+}= Fe^{3+}}}} (cuprospinello)

## Abito cristallino
La termaerogenite naturale cristallizza con simmetria cubica nel gruppo spaziale Fd3m (gruppo nº 227) e il parametro reticolare a = 8,093(9) Å così come 8 unità di formula per cella unitaria con la struttura dello spinello.
In questo spinello, la posizione del tetraedro è occupata prevalentemente dal rame (Cu2+) e la posizione dell'ottaedro dall'alluminio (Al3+).

## Origine e giacitura
La termaerogenite è un minerale estremamente raro ed è stato trovato al mondo solo nella località tipo, la fumarola Arsenatnaya al secondo cono di scorie dell'eruzione settentrionale della grande eruzione fissurale del Tolbačik nel 1975. La fumarola di Arsenatnaya è una delle fumarole più ricche di minerali al mondo, con circa 150 minerali. È la località tipo di 67 minerali. Circa altri 30 non sono ancora stati caratterizzati in modo inadeguato.
La fumarola era ancora attiva al momento del suo studio nel 2012 e rilasciava anidride carbonica (CO2), acido fluoridrico (HF) e acido cloridrico (HCl) a temperature fino a 490 °C. Nell'area delle fumarole lunghe 15 m, le fessure e le sacche di basalto sono rivestite da croste molto ricche di minerali che si separano dai gas fumarolici. La paragenesi contenente alluminato e ferrite si trova a medie profondità (1-2 m) e, oltre agli spinelli ricchi di rame (spinello, gahnite, termaerogenite, magnesioferrite, franklinite e cuprospinello) contiene anche una varietà di minerali associati, tra cui tenorite, ematite, ortoclasio (varietà contenente arsenico), fluorophlogopite, langbeinite, calciolangbeinite, solfati di tipo aftitalite, anidrite, krascheninnikovite, vanthoffite, fluoborite, silvite, halite, pseudobrookite, rutilo, corindone e gli arseniati urusovite, johillerite, ericlaxmanite, kosyrevskite, popovite, lammerite, lammerite-β, tilasite, svabite, nickenichite, bradaczekite, dmisokolovite e shchurovskyite.
Gli spinelli ricchi di rame sono tra le ultime formazioni e si incrostano sugli ossidi di ematite e tenorite così come sugli arseniati e sui solfuri. Le aderenze epitassiali degli spinelli con la superficie {111} sulla superficie {001} dell'ematite sono comuni.

## Forma in cui si presenta in natura
La termaerogenite si presenta sotto forma di cristalli ottaedrici marroni di dimensioni inferiori a 0,1 mm.